# Mount Sterling (Illinois)
Mount Sterling je grad u američkoj saveznoj državi Ilinois. Prema popisu stanovništva iz 2010. u njemu je živjelo 2.025 stanovnika.

## Vanjske poveznice
- https://mtsterlingil.com/